# Ritenuto
Ritenuto är en musikalisk term med betydelsen; återhållet. Tempot blir alltså plötsligt något långsammare.
Har inte samma betydelse som ritardando.